# Zatoglav
Zatoglav es una localidad de Croacia en el ejido del municipio de Rogoznica, condado de Šibenik-Knin.

## Geografía
Se encuentra a una altitud de 91 m s. n. m. a 374 km de la capital nacional, Zagreb.

## Demografía
En el censo 2011 el total de población de la localidad fue de 61 habitantes. Hasta el año 2001 los datos de población se contabilizaban junto con los de Dvornica.
| Gráfica de población de Zatoglav 1857-2011                          |
|                                                                     |
| Según los censos de población de la oficina estadística de Croacia. |